# أنطوني هيويش
أنطوني هيويش (بالإنجليزية: Antony Hewish) هو عالم فيزياء بريطاني حاز على جائزة نوبل للفيزياء عام 1974 بالمشاركة مع زميله الفلكي مارتين رايل عن أبحاثهما في مجال قياس الموجات الراديوية aperture synthesis واستخدامها في رصد النجوم النباضة pulsars .
ولد أنطوني هويش 11 مايو 1924 في كورنوول. يعتنق أنطوني هويش المسيحية، ويؤمن بأن الدين والعلم متكاملان.

## روابط خارجية
- أنطوني هيويش على موقع الموسوعة البريطانية (الإنجليزية)
- أنطوني هيويش على موقع مونزينجر (الألمانية)
- أنطوني هيويش على موقع ميوزك برينز (الإنجليزية)
- أنطوني هيويش على موقع إن إن دي بي (الإنجليزية)